# تلمبه چاه قوسکی ۲
تلمبه چاه قوسکی ۲ یک منطقهٔ مسکونی در ایران است که در دهستان شریف‌آباد (سیرجان) واقع شده‌است.